# 돈 드포

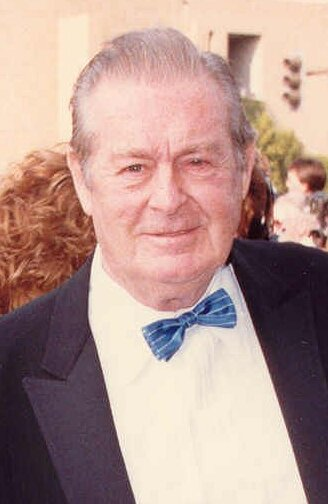

돈 드포(Don DeFore, 1913년 8월 25일 ~ 1993년 12월 22일)는 미국의 연극 배우, 영화배우, 텔레비전 배우이다.
시더래피즈에서 태어났으며 로스앤젤레스에서 사망하였다. 사인은 심근 경색이다.

## 영화
- 블랙 뷰티 (1978년)
- 팩츠 오브 라이프 (1960년)
- 사랑할 때와 죽을 때 (1958년)
- 전송가 (1957년)
- 점핑 잭스 (1952년)
- 마이 프렌드 어머 (1949년)
- 로맨스 온 더 하이 시스 (1948년)
- 5번가에서 생긴 일 (1947년)
- 위드아웃 레저베이션스 (1946년) - 1st Lt. 딘크 왓슨 역
- 스토크 클럽 (1945년)
- 어페어 오브 수잔 (1945년)
- 써티 세컨즈 오버 도쿄 (1944년)
- 더 휴먼 코미디 (1943년)
- 조라는 이름의 사나이 (1943년)
- 잠수함 D-1 (1937년)
- 키드 갈라드 (1937년)